# Jens Kristian Hansen
Jens Kristian Hansen (3 settembre 1971) è un ex calciatore faroese, di ruolo centrocampista.

## Biografia
Ha fatto il suo debutto con la Nazionale di calcio delle Isole Fær Øer nel settembre 1994 in una gara contro la Grecia valida per la qualificazione agli Europei 1996. In carriera ha collezionato 44 presenze e 3 reti.